# CR Flamengo
Clube de Regatas do Flamengo is een Braziliaanse sportorganisatie uit Rio de Janeiro die meerdere sporten speelt. Flamengo is opgericht als roeiclub en is tegenwoordig vooral bekend als voetbalclub. De vereniging is vernoemd naar de wijk Flamengo, alwaar zich oorspronkelijk de roeivereniging zich aan het strand bevond. In 2020 vindt men de sportvereniging aan de lagune "de Freitas" waar onder andere de roeivereniging actief is. Het trainingscomplex van het profvoetbal bevindt zich echter in het oosten van de stad in de wijk "Jacarepaguá".
De club heeft de grootste aanhang onder de Braziliaanse voetbalfans: geschat wordt dat 34 miljoen Brazilianen aanhanger zijn van de club. Het is de meest succesvolle club uit Rio en is een van de twee clubs in Brazilië die nog nooit degradeerde, naast São Paulo. Flamengo heeft samen met Vasco da Gama de grootste supportersschare binnen en buiten Rio de Janeiro. De wedstrijden tussen Flamengo en Vasco zijn ook legendarische klassiekers en worden Clássico dos Milhões genoemd.

## Geschiedenis

### Ontstaan

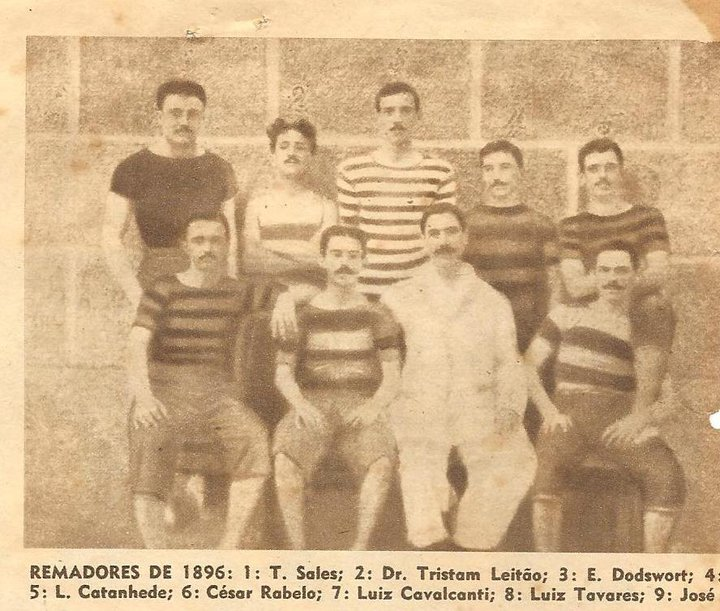
Flamengo-roeiers in 1896.

Flamengo is als roeiclub gesticht op 17 november 1895, hoewel de oprichting elk jaar op 15 november gevierd wordt, wat ook een Braziliaanse feestdag is. De acht oprichters kwamen eerder samen in Café Lamas, in de wijk Largo do Machado en besloten te gaan roeien om indruk te maken op de jonge vrouwen van Rio's society. In het begin konden ze zich slechts een enkele boot veroorloven, "The Pherusa", die eerst groot onderhoud nodig had om in een wedstrijd te kunnen starten. Het team debuteerde, roeiend vanaf het strand Maria Angu naar Caju Point, met het Flamengostrand als bestemming. Maar de boot kapseisde in de sterke wind, en de ploeg werd net op tijd gered door de vissersboot Leal (De Loyale). Tijdens de reparaties werd de boot gestolen, en nooit meer teruggevonden. De volgende boot heette Etiol, en werd herdoopt tot Scyra. Op 15 november, kwam men uiteindelijk samen in het huis van Nestor de Barros huis aan het Flamengostrand en werd de vereniging opgericht. De club koos blauw-gouden clubkleuren in brede strepen, echter werden in 1898 de huidige rood-zwarte kleuren al aangenomen. Hoewel Flamengo pas in 1911 met een voetbalafdeling begon speelden de roeiers occasioneel ook al eens voetbal. Zo werd er op 25 oktober 1903 op het veld van Paysandu een voetbalwedstrijd gespeeld tegen de roeiers van CR Botafogo, die Flamengo won met 5-1.
De roeiers van Flamengo hadden een goede verstandhouding met de voetballers van Fluminense. Na een onenigheid bij deze club verlieten een aantal spelers de club in 1911. Er werd gedacht om zich aan te sluiten bij Botafogo maar omdat dat de aartsrivaal was liet men dat idee al snel varen. Omdat een van de dissidenten roeide bij Flamengo werd het idee geopperd om bij deze club een voetbalafdeling te openen. Op 8 november 1911 werden er nieuwe leden toegelaten en nadat er eerst tegenwerking was om de club toe te laten tot de officiële competitie, kreeg de club toch de toestemming. Op 24 december 1911 werd de voetbalafdeling dan officieel opgericht.

### Campeonato Carioca
De club schreef zich in voor het Campeonato Carioca, de staatscompetitie van de toen nog Braziliaanse hoofdstad Rio. Dat jaar waren er zelfs twee competities omdat Botafogo na onenigheden de competitie verlaten had en een eigen competitie opgezet had met minder sterke clubs. Flamengo won de allereerste wedstrijd in het Campeonato Carioca met een verpletterende 2-16 tegen Mangueira. Ook de terugwedstrijd won de club met 14-0. Later in dat jaar werd de eerste wedstrijd Flamengo – Fluminense verloren met 2-3. Deze wedstrijd zou uitgroeien tot de eeuwige klassieker, gewoonlijk genoemd Fla-Flu. Aan het einde van de competitie moest Flamengo enkel Paysandu voor laten gaan. Het volgende seizoen werden de twee competities verenigd en speelde Botafogo nu ook tegen Flamengo. Beide clubs eindigden als twee achter America. In 1914 werd de club voor het eerst kampioen. Het jaar erop kon de club de titel verlengen. Hierna was het wachten tot 1920 vooraleer de club de volgende titel won. In 1924 verlieten de aristocratische clubs Flamengo, Fluminense en Botafogo de competitie omdat ze geen Afro-Braziliaanse spelers toe wilden laten tot hun clubs. Deze racistische bepaling werd na één jaar overboord gegooid en er kwam terug één competitie in 1925, waar Flamengo al voor de vijfde keer kampioen werd. In deze periode was Nonô een sterspeler bij de club, hij werd drie keer topschutter van de competitie.
Na nog een titel in 1927 moest de club de volgende jaren genoegen nemen met ereplaatsen en plaatsen in de middenmoot van de rangschikking. In de jaren dertig werd het profvoetbal ingevoerd. In 1936 streed de club weer mee om de titel. Samen met aartsrivaal Fluminense eindigde de club eerste waardoor er een play-off om de titel gespeeld werd. Fluminense won over drie wedstrijden en werd kampioen. Dit jaar begonnen Leônidas en Domingos da Guia hun carrière bij de club. Zij zouden grote sterren worden voor de club en Leônidas werd topschutter op het WK 1938. Ook de volgende twee jaar moest Flamengo genoegen nemen met een tweede plaats achter Fluminense, maar in 1939 was het weer feest voor de club. Na twaalf jaar zonder titel werd Flamengo weer kampioen. Dat jaar begon ook de legendarische speler Zizinho zijn elfjarige carrière bij de club. Het volgende jaar ging het nek aan nek tussen Fluminense en Flamengo. Op de voorlaatste speeldag liet Flamengo een steek vallen door gelijk te spelen tegen Vasco da Gama, terwijl Fluminense won van Botafogo. De laatste speeldag zou beslissend zijn en Flamengo won overtuigend met 7-1 van Bonsucesso, maar Fluminense won dan weer van São Cristóvão en werd kampioen. Nadat de club ook in 1941 op één puntje van Fluminense eindigde eiste de club de titel wel weer op in 1942. Het volgende jaar zat de club ook weer comfortabel in het zadel met twee punten voorsprong op Flu op één speeldag van het einde. Tegenstander op de laatste speeldag was Bangu. Perácio en Pirillo zorgden voor een klinkende 5-0 overwinning. Een jaar later haalde de club zelfs de derde titel op rij binnen. Nadat de club in 1945 gedeeld derde werd grepen ze ook het jaar erop naast een titel, mede door een lange blessure van sterspeler Zizinho. De resultaten gingen bergaf en in 1950 werd de club slechts zevende. Twee jaar later waren ze opnieuw vicekampioen, maar wel met een ruime achterstand op kampioen Vasco. Van 1953 tot 1955 werd de club opnieuw drie keer op rij staatskampioen. Na twee jaar met een comfortabele voorsprong ging het derde jaar moeizamer. Flamengo won twee toernooien en America een. In de totaalstand stond Flamengo samen met Vasco eerste maar het waren Flamengo en America die de titel onder elkaar moesten uitvechten. Na een zuinige 1-0 zege kreeg Flamengo in de tweede wedstrijd een pak slaag van America (5-1), maar er volgde nog een derde wedstrijd die Flamengo met 4-1 kon winnen en zo de titel behaalde. Dida en Paulinho waren enkele sterkhouders dat seizoen. In 1957 en 1958 werd de club tweede in het Torneio Rio-São Paulo. In 1961 won de club voor het eerst het Torneio Rio-Sao Paulo in de finale tegen Corinthians. Nadat de club enkele jaren zonder staatstitel zat kwamen ze erg dichtbij in 1962. Op de laatste speeldag had de club één punt voorsprong op Botafogo en toevallig troffen beide clubs zich ook op de laatste speeldag. Garrincha scoorde twee keer voor Botafogo, dat uiteindelijk met 0-3 won en zo de titel in extremis voor de neus van Flamengo wegkaapte. Ook het volgende seizoen werd de titel pas op de laatste speeldag beslecht tussen de twee titelpretendenten, nu Flamengo en Fluminense. Opnieuw had de club een punt voorsprong, maar deze keer haalde de club de titel wel binnen door gelijk te spelen. De titel werd het jaar erop bijna verlengd. Net voor de laatste speeldag telden Flamengo één punt voorsprong op Fluminense en Bangu en twee op Botafogo. Echter trok de club dit jaar aan het kortste eind, Botafogo won en kwam op gelijke hoogte terwijl zowel Bangu als Fluminense ook hun wedstrijd wonnen en zo over Flamengo wipten. In 1965 slaagde de club er wel in om de titel binnen te halen. Een jaar later streed de club opnieuw tot de laatste speeldag om de titel, maar het was Bangu, dat twee punten voor stond, dat met 3-0 van Flamengo en zo kampioen werd. Eind jaren zestig speelde Garrincha kort voor de club, een van de beste Braziliaanse spelers uit de geschiedenis.
Een volgende hoogconjunctuur kwam er begin jaren zeventig, na de komst van Zico, die zes keer topschutter zou worden van het Campeonato Carioca. Na de titel in 1972 strandde de club het jaar erop op de tweede plaats, maar leverde wel de topschutter van de competitie af, de legendarische Dadá Maravilha. In 1974 wonnen América, Vasco en Flamengo elk één toernooi en de drie clubs speelden een superronde die door Flamengo gewonnen werd. Buiten Zico en Dadá Maravilha waren ook Júnior en de Argentijn Doval belangrijke spelers voor de club. Na twee tegenvallende jaren werd de club in 1977 opnieuw vicekampioen. In 1978 won de club beide toernooien, waardoor een finale niet meer nodig was. Zico en Cláudio Adão werden met 19 goals samen topschutter (al moesten ze ook Roberto Dinamite van Vasco naast zich dulden). In 1979 werden er twee kampioenschappen gespeeld omdat de clubs uit de staat Rio de Janeiro geïntegreerd werden in het Campeonato Carioca; de staat en de stad Rio werden pas in 1975 met elkaar verenigd. Flamengo won beide kampioenschappen en Zico werd vlotjes de topschutter. Andere spelers die rond deze tijd begonnen bij de club waren Andrade, Carpegiani, Tita en Leandro. In 1980 moesten ze genoegen nemen met een derde plaats, Adão was bij rivaal Fluminense gaan spelen en werd er topschutter. Het jaar erop won Flamengo twee van de drie toernooien en stond in de finale tegenover Vasco. Er werden drie wedstrijden gespeeld en Vasco wist de eerste twee te winnen, maar de regel was dat Flamengo een van de drie wedstrijden moest winnen om kampioen te worden omdat ze twee toernooien gewonnen hadden. De derde wedstrijd zou dus beslissen. Voor bijna 162.000 toeschouwers scoorden Adílio en Nunes en werd het 2-1 waardoor de titel binnen was.
De volgende drie seizoenen moest de club telkens genoegen nemen met de tweede plaats. Na nog een derde plaats in 1985 won de club in 1986 wel opnieuw de titel. In de finale tegen Vasco speelde de club twee keer 0-0 en in de derde wedstrijd konden Bebeto en Júlio César Barbosa scoren zodat de titel binnen was. Er volgden opnieuw drie vicetitels. In 1991 speelde de club tegen Fluminense opnieuw de finale om te titel. Na een gelijkspel in de eerste wedstrijd volgde een 4-2 overwinning. Ook nu duurde het weer vijf jaar vooraleer een nieuwe titel volgde en werd de club ondertussen ook weer drie keer vicekampioen. Wereldkampioen van 1994 Romário was topschutter van de competitie. Dankzij onder andere Romário en Edílson won de club van 1999 tot 2001 drie keer op rij de titel, een opsteker, daar de motor op nationaal niveau wel royaal sputterde. In 2002 eindigde de club slechtst achtste, de slechtste prestatie in meer dan vijftig jaar.
Na een nieuwe titel in 2004 volgden weer twee slechte noteringen. De competitie verloor ook steeds meer aan belang ten opzichte van de nationale competitie en had niet meer de grandeur van weleer. In 2007 streed de club weer volop mee voor de titel en trof in de finale Botafogo. Het eindigde twee keer gelijk waardoor strafschoppen de kampioen bepaalden, Botafogo begon al met twee missers terwijl Flamengo niet miste en het bij de vierde penalty al beklonken was. Het jaar erop stonden dezelfde clubs tegenover elkaar in de finale. Dankzij goals van Obina won Flamengo beide finales en werd zo voor de 30ste keer kampioen. 2009 leek wel een déjà-vu. Flamengo en Botafogo streden voor de derde maal op rij om de titel en net als twee jaar eerder speelden ze twee keer gelijk en werd het 4-2 in de strafschoppen. Hierdoor telde Flamengo voor het eerst meer staatstitels dan aartsrivaal Fluminense. Een vierde titel op rij zat er niet in, Botafogo won beide toernooien waardoor de gevreesde finale voor de club zelfs niet meer nodig was. Het jaar erop was het Flamengo dat beide toernooien won. In 2014 won de club voor de 33ste keer de titel.

### Nationaal niveau
In 1959 werd de Taça Brasil ingevoerd waardoor Brazilië voor het eerst een landskampioen kreeg. De staatskampioenen namen hieraan deel. Flamengo kon zich pas in 1964 voor het eerst plaatsen voor de Taça. De club begon meteen in de halve finale, waar ze Ceará versloegen. In de finale stond de club oog in oog met het toen oppermachtige Santos. Pelé, met drie goals en Coutinho walsten over de club heen, het werd 4-1. In de terugwedstrijd bleef het gelijk waardoor Santos de titel won. In 1967 werd een rivaliserend kampioenschap opgezet, het Torneio Roberto Gomes Pedrosa, waaraan niet alle staatskampioenen mochten deelnemen, maar enkel de grootste clubs uit de sterkste competities. Flamengo nam aan alle vier de edities deel, maar kon geen potten breken.
In 1971 werd de huidige competitie ingevoerd. In de begindagen waren alle staatskampioenen en de sterkste clubs uit de grotere competities vertegenwoordigd, meestal waren dit meer dan veertig clubs, tot halverwege de jaren tachtig toen de competitie grondig ingekrimpt werd. Hoewel de club op staatsniveau hoogdagen beleefde in de jaren zeventig en vijf staatstitels won vertaalde zich dat niet naar een even groot succes op nationaal niveau. De club had voor het eerst succes in 1980 toen de club voor het eerst de halve finales om de titel bereikte. Coritiba werd opzij gezet en in de finale wachtte Atlético Mineiro. Reinaldo scoorde in de heenwedstrijd het enige doelpunt voor Atlético en in de terugwedstrijd werd het 3-2 voor Flamengo dankzij goals van Nunes en Zico. Flamengo werd tot kampioen uitgeroepen omdat het in de halve finale twee keer gewonnen had, terwijl Atlético daar één keer gelijk gespeeld had tegen Internacional.
Het volgende seizoen begon de knockout-fase met een achtste finale, waar de club Bahia uitschakelde. In de kwartfinale verloor de club echter van stadsrivaal Botafogo. Datzelfde jaar bereikte de club de finale van de Copa Libertadores tegen het Chileense Cobreloa. Er werden drie wedstrijden gespeeld en Flamengo won er twee van de drie en werd zo kampioen. Alle doelpunten kwamen van Zico. Hierdoor mocht de club ook aantreden in de intercontinentale beker die in Tokio gespeeld werd. Hier waren het Nunes en Adílio die de goals maakten en zo de 0-3 overwinning op het bord zetten. Het was de eerste keer sinds het magische Santos van Pelé in 1963 dat een Braziliaanse club deze beker won.
In 1982 was het opnieuw prijs in de competitie en de club plaatste zich voor de finale tegen Grêmio, na twee gelijke spellen won de club de derde wedstrijd, dankzij een goal van Nunes. Zico was topschutter van de competitie met 21 goals. Als titelverdediger mocht de club ook opdraven in de Copa Libertadores en eindigde daar in de tweede groepsfase tweede achter de latere winnaar Peñarol. Ook het jaar erop stond de club in de eindstrijd om de titel, nu tegen Santos. Pita en Serginho Chulapa zetten Santos op 2-0, maar Baltazar kon nog de aansluitingstreffer scoren. In de terugwedstrijd zorgen Zico, Leandro en Adílio voor een klinkende 3-0 overwinning en een tweede opeenvolgende titel. In de Copa Libertadores van dat jaar werd de club in de eerste groepsfase uitgeschakeld, door latere winnaar Grêmio. In 1984 werd de club in de kwartfinale verslagen door Corinthians en sneuvelde bij de Copa Libertadores in de tweede groepsfase. De volgende jaren ging het wat bergaf in de competitie. In 1987 werd de competitie helemaal omgegooid en won Flamengo de groene module van de Série A tegen Internacional. Het jaar erop was het eerste jaar van de fel afgeslankte competitie, en tevens het laatste jaar dat er zes teams uit Rio in de hoogste klasse voetbalden.
De volgende jaren eindigde de club in de betere middenmoot. In 1989 bereikte de club de halve finale van de Copa do Brasil, de nieuwe bekercompetitie, die de club een jaar later won. Dit gaf recht op deelname aan de Copa Libertadores het jaar erop, waar de club in de halve finale verloor van Boca Juniors. In 1992 speelde de club opnieuw de finale om de landstitel, en dat tegen stadsrivaal Botafogo. Flamengo trok aan het langste eind en werd kampioen. Het jaar erop strandde de club in de kwartfinale van de Copa Libertadores tegen São Paulo. De resultaten gingen de jaren erop gestaag naar beneden en in 1995 werd de club slechts 21ste. Enige lichtpunt in deze periode was de eindwinst in de Copa Mercosur in 1999. In 2001 werd de club slechts 24ste en kon zich pas op de laatste speeldag van de competitie veilig stellen van degradatie. Dat jaar had de club wel de Copa dos Campeões 2001 gewonnen, waardoor ze het jaar erop mochten deelnemen aan de Copa Libertadores, waar ze laatste werden in de groepsfase. Twee jaar later eindigde de club achtste en verloor de finale van de Copa do Brasil van Cruzeiro. Ook het jaar erop verloor de club de finale van de Copa, nu van tweedeklasser Santo André. Twee jaar later kon de club wel de Copa winnen en dat tegen stadsrivaal Vasco. Hierdoor mocht Flamengo het jaar erop nog eens aantreden in de Copa Libertadores en werd groepswinnaar. In de tweede ronde gingen ze er echter uit tegen het Uruguayaanse Defensor. In de Série A van 2007 werd de club derde, het beste resultaat sinds de laatste titel in 1992. In de Libertadores eindigde de club opnieuw als groepswinnaar en verloor dan in de tweede ronde van het Mexicaanse América. De club had nochtans met 2-4 gewonnen in Mexico, maar ging thuis 0-3 de boot in enkele dagen nadat de club wel de staatstitel veroverde tegen Botafogo. In 2009 nam de club één speeldag voor het einde de leiding over in de competitie van São Paulo en won op de laatste speeldag van Grêmio waardoor ze opnieuw de landstitel konden veroveren. Adriano werd met 19 goals ook gedeeld topschutter van de competitie. Het volgende seizoen werd de club slechts veertiende en bereikte in de Libertadores de kwartfinale tegen Universidad de Chile. Na een vierde plaats in 2011 eindigde de club de jaren erna in de middenmoot. In 2013 won de club wel nog de Copa do Brasil. In 2019 won de club voor de zesde keer de titel.

## Stadions, kleuren en namen

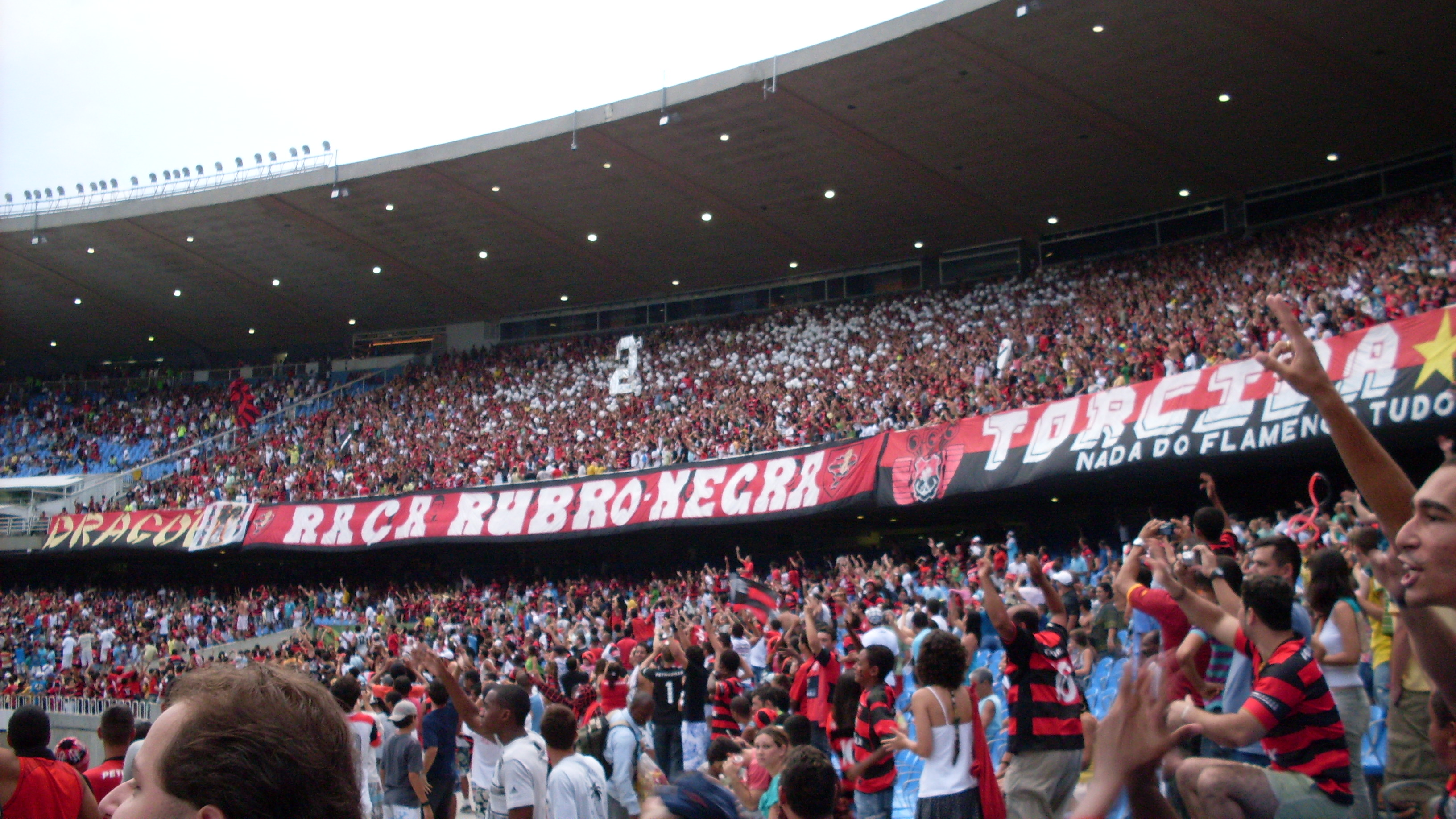
Flamengo-fans in het Maracanã

Het thuisstadion is formeel het Estadio José Bastos Padilha (ook wel Estádio da Gávea genoemd), geopend op 4 september 1938, met plaats voor 8.500 toeschouwers. Vanwege de beperkte capaciteit wordt er echter meestal gespeeld in het Maracanã met 80.000 plaatsen. Het Estádio da Gávea wordt als trainingsstadion gebruikt; de supporters zelf beschouwen het Maracanã als het thuisstadion.
De bijnaam Mengão (De Mengoaan) komt van de tweede naamhelft -mengo en is daarvan de personificatie. Meest gebruikelijke bijnaam is De rood-zwarte, naar de clubkleuren, die als horizontale baan op het shirt staan. De mascotte is niet een Flamingo, maar een aasgier (Portugees: Urubu). Urubu is dan ook een geuzennaam voor supporters en een scheldnaam van tegenstanders geworden.

## Sporten, bekendheden en palmares van Flamengo
Internationaal
- Intercontinental Cup: 1981
- CONMEBOL Libertadores: 1981, 2019, 2022
- CONMEBOL Recopa: 2020
- Copa Mercosul: 1999
- Copa de Oro Nicolás Leoz: 1996

Nationaal
- Campeonato Brasileiro Série A: 1980, 1982, 1983, 1992, 2009, 2019, 2020
- Copa do Brasil: 1990, 2006, 2013, 2022, 2024
- Supercopa do Brasil: 2020, 2021
- Torneio Rio-São Paulo: 1961
- Campeonato Carioca: 1914, 1915, 1920, 1921, 1925, 1927, 1939, 1942, 1943, 1944, 1953, 1954, 1955, 1963, 1965, 1972, 1974, 1978, 1979, 1979 (speciale editie), 1981, 1986, 1991, 1996, 1999, 2000, 2001, 2004, 2007, 2008, 2009, 2011, 2014, 2017, 2019, 2020, 2021, 2024
- Copa dos Campeões: 2001
- Copa União: 1987
- Taça Guanabara: 1970, 1972, 1973, 1978, 1979, 1980, 1981, 1982, 1984, 1988, 1989, 1995, 1996, 1999, 2001, 2004, 2007, 2008, 2011, 2014, 2018, 2020, 2021, 2024
- Taça Rio: 1978, 1983, 1985, 1986, 1991, 1996, 2000, 2009, 2011, 2014, 2017, 2019, 2020
- Torneio do Povo: 1972
- Torneio Relâmpago: 1943

### Voetbal

#### Selectie 2020
| Keepers       |                        |          |
| 1             | Diego Alves            | Brazilië |
| 22            | Gabriel Batista        | Brazilië |
| 37            | César Bernardo Dutra   | Brazilië |
| 45            | Hugo Souza             | Brazilië |
| Verdedigers   |                        |          |
| 2             | Gustavo Henrique       | Brazilië |
| 3             | Rodrigo Caio           | Brazilië |
| 4             | Léo Pereira            | Brazilië |
| 6             | Rene                   | Brazilië |
| 13            | Rafinha                | Brazilië |
| 16            | Filipe Luís            | Brazilië |
| 26            | Matheus Thuler         | Brazilië |
| 55            | Matheus Dantas         | Brazilië |
| 58            | Rafael Santos          | Brazilië |
|               | João Lucas             | Brazilië |
| Middenvelders |                        |          |
| 5             | Willian Arão           | Brazilië |
| 7             | Éverton Ribeiro        | Brazilië |
| 8             | Gerson                 | Brazilië |
| 10            | Diego                  | Brazilië |
| 14            | Giorgian De Arrascaeta | Uruguay  |
| 15            | Vinicius Souza         | Brazilië |
| 17            | Hugo Moura             | Brazilië |
| 25            | Robert Piris Da Motta  | Paraguay |
| 33            | Thiago Maia            | Brazilië |
| 40            | Pepê                   | Brazilië |
| Aanvallers    |                        |          |
| 9             | Gabriel Barbosa        | Brazilië |
| 11            | Vitinho                | Brazilië |
| 19            | Michael                | Brazilië |
| 20            | Lázaro                 | Brazilië |
| 21            | Pedro                  | Brazilië |
| 23            | Lucas Silva            | Brazilië |
| 27            | Bruno Henrique         | Brazilië |
| 28            | Orlando Berrío         | Colombia |
| 29            | Lincoln                | Brazilië |
| 32            | Pedro Rocha Neves      | Brazilië |
|               | Bill                   | Brazilië |

#### Spelers
- Cláudio Adão
- Adriano
- Aldair
- Márcio Amoroso
- André Bahia
- Bebeto
- Caio Cambalhota
- Denílson
- Dida
- Dida
- Edílson
- Edmundo
- Frickson Erazo
- Evaristo
- Arthur Friedenreich
- Carlos Gamarra
- Garrincha
- Renato Gaúcho
- Gérson
- Gilmar
- Domingos da Guia
- Índio
- Jorginho
- Júlio César
- Júnior
- Leandro
- Leonardo
- Leônidas
- David Luiz
- Marcelinho
- Gérson Magrão
- Moderato
- Saúl Ñíguez
- Nunes
- José Perácio
- Andreas Pereira
- Wagner Rivera
- Romário
- Ronaldinho
- Sávio
- Sócrates
- Victor Simoes de Oliveira
- Mário Zagallo
- Zico
- Zizinho

#### Coaches
- Carlinhos
- Cláudio Coutinho
- Paulo César Carpegiani
- Vanderlei Luxemburgo
- Mario Zagallo
- Tugrul Esen